# Asparagus multituberosus
Asparagus multituberosus är en sparrisväxtart som beskrevs av Robert Allen Dyer. Asparagus multituberosus ingår i släktet sparrisar, och familjen sparrisväxter. Inga underarter finns listade i Catalogue of Life.